# Orosi
Orosi es el segundo distrito del cantón de Paraíso, en la provincia de Cartago, de Costa Rica. Es uno de los pocos pueblos de la época colonial que han sobrevivido a los frecuentes terremotos.

## Toponimia
En Costa Rica existen dos acepciones de esta palabra. La forma grave, Orosi, identifica a este pueblo cartaginés, mientras que la forma aguda, Orosí, es una palabra del idioma chorotega que identifica a un rey indígena de la zona de Guanacaste durante el siglo XVI.

## Caracterísrica del período orosí
Orosi es una de las comunidades más antiguas de Costa Rica. Antes de la llegada de los españoles a Costa Rica, el Valle de Orosi se encontraba habitado por indígenas de etnia Caribe, huetares y viceitas, de cultura perteneciente al Área Intermedia, que habitaban el lugar en el momento del arribo español en el siglo XVI.
La región de Orosi fue explorada en 1561 por Diego de Velázquez y Quiñonez y Vera Bustamante, tenientes del licenciado Juan de Cavallón y Arboleda, primer conquistador de Costa Rica. A la llegada de los españoles, en Orosi reinaba el monarca huetar Xarcopa, cuyos súbditos se ofendieron con los conquistadores por la posesión de su maíz. Tras la llegada del adelantado Juan Vázquez de Coronado en 1562, un cacique de la zona, de nombre Orocay (de quien se cree proviene el nombre Orosi) prestó juramento de obediencia a este. Vázquez de Coronado incluyó al pueblo de Orosi como parte de Ujarrás. En 1569 el pueblo fue dado en encomienda por el gobernador Perafán de Ribera, con 150 indígenas. En 1570, con la fundación de la parroquia de Ujarrás, se inició la evangelización franciscana, cuyos frailes realizaban la labor en condiciones de suma pobreza, fundando pequeñas ermitas en los valles de Orosi y Ujarrás. Aun así, el cultivo del cacao y el tabaco intensificó la colonización española. En los años de 1614, 1690 y 1694 la aparición de varias epidemias devastó a casi todas las poblaciones a lo largo del valle del río Reventazón. El pueblo se extinguió en el siglo XVII, pero fue repoblado en el XVIII por los misioneros franciscanos con indígenas de la etnia cabécar traídos desde Talamanca.
En 1743, se construyó el Convento de Padres Franciscanos de Orosi (hoy Museo de Arte Religioso de San José de Orosi), y en 1753 se erigió la parroquia. En 1766 se finalizó la construcción del templo, hecho de adobe y cañabrava, que subsiste hasta nuestros días. En 1846, los franciscanos abandonaron el pueblo, dejando el templo al cuidado del sacerdote de Paraíso. Ya para esta fecha se inicia la actividad cafetalera en la región del valle de Orosi. En 1920, el templo fue declarado Patrimonio Nacional, y se reactivó la parroquia con el regreso de los padres franciscanos para hacerse cargo del mismo hasta 1996, cuando pasó a manos de los diocesanos. Entre 1973 y 1980, se realizaron restauraciones en el templo y el convento y se inauguró el Museo de Arte Religioso.

## Ubicación
Se ubica en un valle profundo y de clima húmedo, rodeado de colinas y exuberante vegetación, a unos 35 km al sudeste de la capital San José.

## Geografía
Orosi cuenta con un área de 376,54 km² y una altitud media de 1051 m s. n. m.
El distrito es uno de los más grandes de la provincia, con alrededor del 76 % de la superficie total del cantón de Paraíso.

## Demografía
Para el año 2022, Orosi cuenta con una población estimada de 9340 habitantes, y para el último censo efectuado, en 2011, Orosi contaba con una población de 9084 habitantes.

## Localidades
- Poblados: Alegría, Alto Araya, Calle Jucó, Hotel, Nubes, Palomas, Palomo, Patillos, Puente Negro, Purisil, Queverí, Río Macho, San Rafael, Sitio, Tapantí, Troya, Villa Mills.

## Economía
La base de la economía dependen en gran medida del turismo y del cultivo y producción del café.

## Cultura
- En el distrito se encuentra la Iglesia de Orosi, que data de la época de la dominación española, construida en 1767 y cuyo patrono es San José. Este templo colonial, uno de los más antiguos del país, fue declarado Patrimonio Nacional el 13 de abril de 1920, y Monumento Nacional en 1985.
- Museo de Arte Religioso de San José de Orosi.

## Deporte
- Deportivo América, Actualmente se encuentra inactivo.
- Juventud Orosi F.C., Actualmente se encuentra inactivo.
- Deportivo Esquivel, Actualmente se encuentra inactivo.
- Deportivo Watson, Actualmente se encuentra inactivo.
- Deportivo La Troya, Actualmente se encuentra inactivo.
- Deportivo Fonseca, Actualmente se encuentra activo. Categorías activas Liga Menor & Tercera División.
- Club Atlético Los Solanos, fundado en 1982. Actualmente se encuentra activo.

Máxima categoría alcanzada Segunda División B Futbol Costarricense Temporada 2020 al 2022.
Máximo logro colectivo obtención del título Cantonal Cartago Campeón 2018.
Categorías activas Liga Menor & Tercera División.
- Barbero del Valle F.C., Actualmente se encuentra activo. Categoría activa Tercera División.
- Proceso de Futbol Orosi, Actualmente se encuentra activo. Categoría activa Liga Menor

## Ecología
El pueblo se encuentra en un valle que posee grandes extensiones de cultivos de café. En las cercanías se hallan los balnearios de Orosi y los Patios, con piscinas de aguas termales y la comunidad de Paraíso. También se puede visitar Chucaras Hotsprings Estate, una famosa plantación de café que cuenta con sus propias fuentes y piscinas de aguas termales.
Unos kilómetros al sur, la carretera se interrumpe y comienza el parque nacional Tapantí Macizo Cerro de la Muerte. Este parque cubre unos 600 km² y forma la región más norteña de una enorme extensión de parques naturales que se extienden hasta la República de Panamá, de los cuales el más grande es el Parque Internacional La Amistad.
Como resultado de esta red de parques nacionales, abunda la vida salvaje. Sin embargo el acceso al parque es muy dificultoso y restringido, salvo unos pocos kilómetros de caminos. La abundancia de aves lo hace un lugar popular para estudios de ornitología.
Una de las razones de este crecimiento abundante es la gran cantidad de lluvias, que en las montañas llegan a 7000 mm.
Es importante resaltar , desde aquí se mantiene el manto acuífero que abastece gran parte del área metropolitana.

## Transporte

### Carreteras
Al distrito lo atraviesan las siguientes rutas nacionales de carretera:
- Ruta nacional 2
- Ruta nacional 224
- Ruta nacional 405
- Ruta nacional 408

## Galería

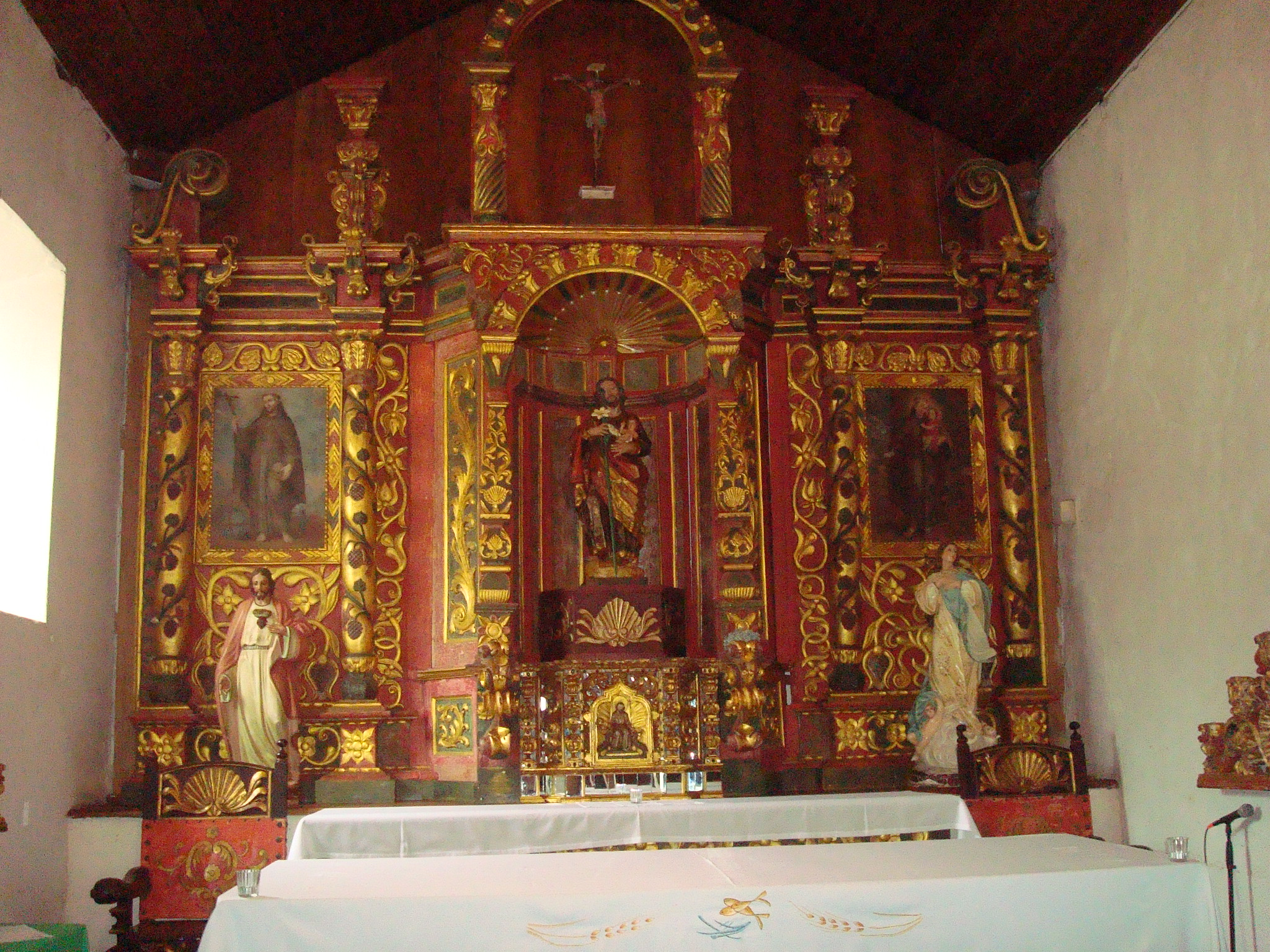
Altar mayor de la iglesia de Orosi.
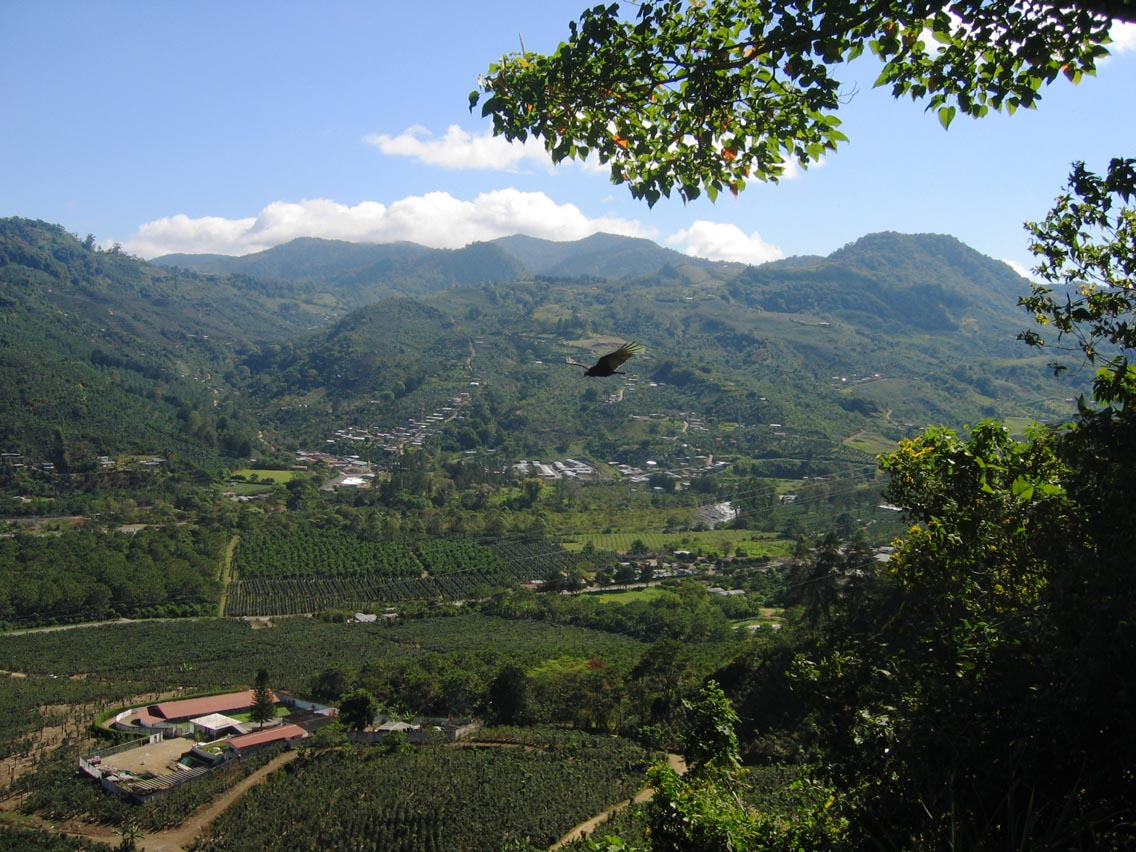
Plantación de café al sur de Orosi.
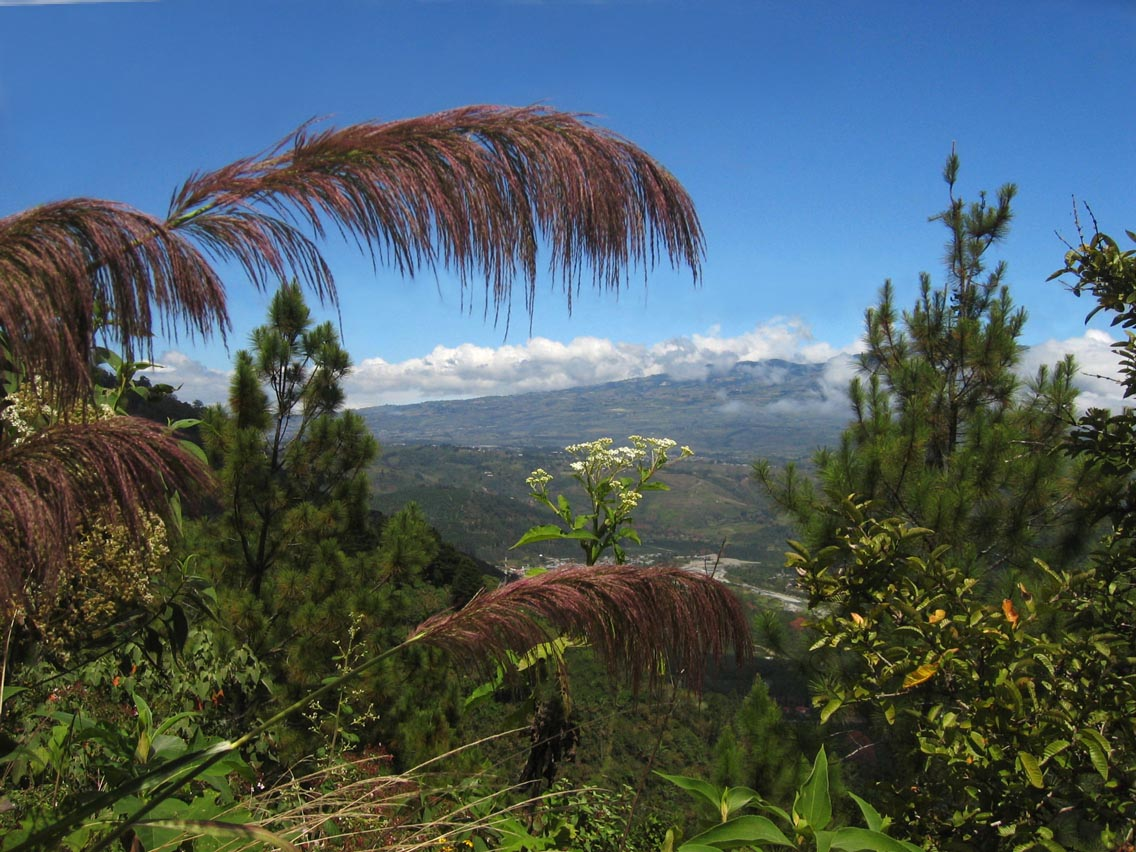
Colinas cerca de Orosi.
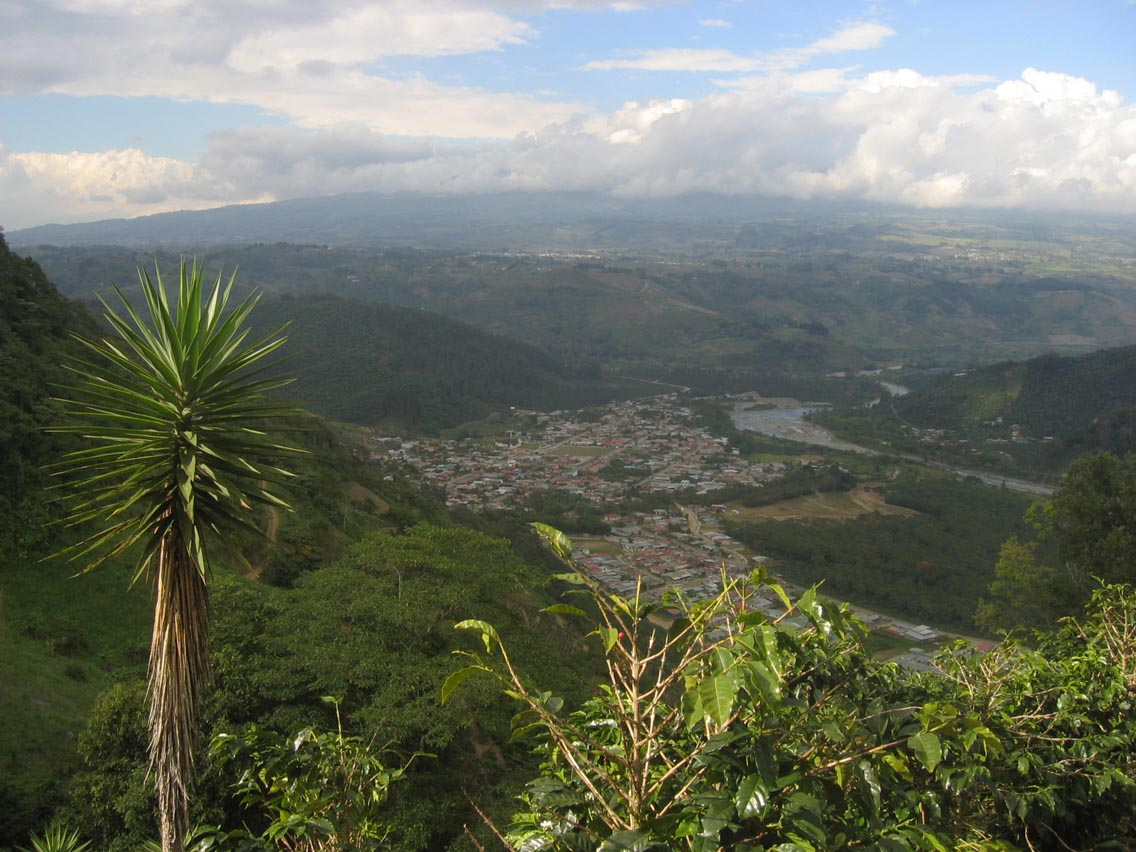
El pueblo de Orosi visto desde el sur.
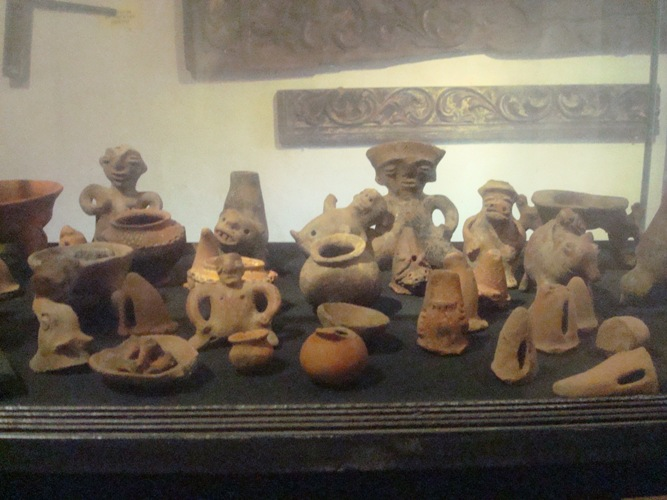
Objetos precolombinos hallados en el Valle de Orosi.
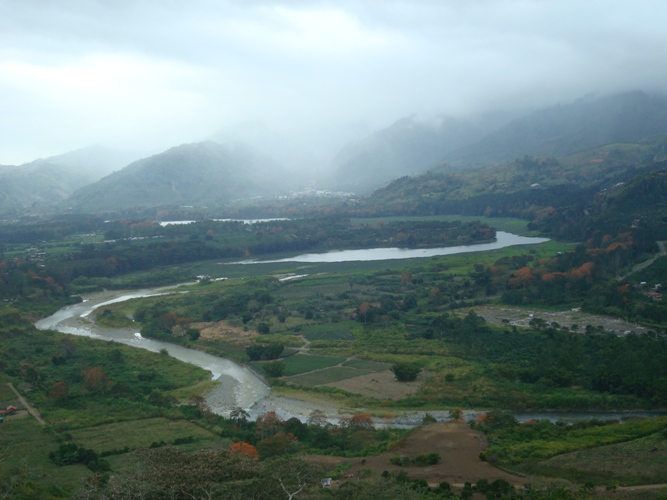
Río Reventazón a su paso por el Valle de Orosi.
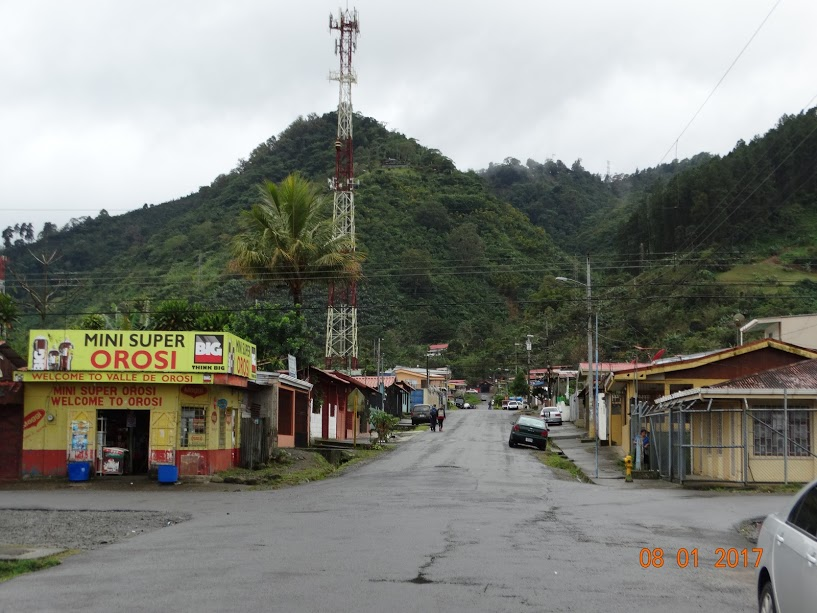
Orosi (Costa-Rica)